# André Fernand Anguilé
André Fernand Anguilé (* 15. Mai 1922 in Libreville; † 10. Dezember 2001) war römisch-katholischer Erzbischof von Libreville.

## Leben
André Fernand Anguilé empfing am 2. Juli 1950 die Priesterweihe.
Paul VI. ernannte ihn am 29. Mai 1969 zum Erzbischof von Libreville. Der Papst persönlich weihte ihn am 1. August desselben Jahres zum Bischof; Mitkonsekratoren waren Sergio Pignedoli, Sekretär der Kongregation für die Evangelisierung der Völker, und Emmanuel Kiwanuka Nsubuga, Erzbischof von Kampala. 
Am 3. April 1998 nahm Johannes Paul II. seinen altersbedingten Rücktritt an.